# Tomás Alba Irazusta
Tomás Alba Irazusta (Sant Sebastià, 15 de març de 1937-Astigarraga, 28 de setembre de 1979) va ser un regidor d'Herri Batasuna assassinat en un atemptat terrorista d'extrema dreta perpetrat pel Batallón Vasco Español el 1979.

## Perfil personal
El 1959 Tomás Alba se'n va anar a viure a Éibar, on va participar de manera activa en diverses activitats esportives d'aquesta ciutat, ocupant càrrecs directius en diversos clubs d'aquesta ciutat. Va estar especialment vinculat amb la Joventut Esportiva Arrate. Va col·laborar com a locutor en Ràdio Arrate i Ràdio Joventut de Éibar i va ser professor de l'escola Armeria. Posteriorment, es va traslladar a viure a Astigarraga, llavors barri de Sant Sebastià, on exercia com a agent comercial de professió. El1978 va publicar una novel·la, Dejad que las cometas vuelen por mí.
En el moment del seu assassinat era membre de les Gestores Pro Amnistia i president segon de la Federació Espanyola d'Handbol. Va deixar vídua i una filla.

## Elecció com a regidor
Tomás Alba era membre de l'Associació de Veïns d'Astigarraga, un grup local que promovia la desannexió d'aquest barri de Sant Sebastià, antic municipi que havia estat annexionat a la ciutat durant el Règim franquista. Aquesta associació de veïns estava més o menys vinculada ideològicament a l'esquerra abertzale i va integrar a un dels seus membres en la candidatura de la coalició Herri Batasuna al consistori de Sant Sebastià a les eleccions municipals de 1979. Tomás Alba va ser la persona triada per a ocupar aquest lloc. A les eleccions municipals d'abril de 1979 va resultar elegit regidor.

## La polèmica del Mundial 82
De cara al Mundial de futbol de 1982 l'organització de l'esdeveniment havia decidit construir un nou estadi que albergués una de les seus del Mundial. Sant Sebastià, amb un estadi obsolet, però amb un dels equips de futbol més potents del país en aquell moment (la Reial Societat) era una de les principals candidates.
Com a condició necessària estava que l'ajuntament acceptés ser seu del Mundial i donés els permisos pertinents per a construir aquest nou estadi, que la Reial Societat projectava construir en el barri de Zubieta. La votació entorn del suport a ser seu del Mundial i la construcció del nou estadi, es va celebrar el 29 de juliol de 1979 i es va saldar amb un empat entre els grups favorables i aquells que estaven en contra (Partit Nacionalista Basc i Herri Batasuna). Aquest resultat va suposar que Sant Sebastià quedés descartada de la lluita i finalment Valladolid va ser la seu triada, construint-se l'Estadi José Zorrilla.
No obstant això, tant Tomás Alba, com el seu company de coalició Jon Alkorta, militant aquest últim de ESB-PSV, que s'havien absentat en la votació del 29 de juliol, van fer pública la seva discrepància amb la decisió majoritària que havia pres Herri Batasuna de votar en contra, ja que consideraven que la celebració del Mundial i la construcció de l'estadi podria ser beneficiosa per a la ciutat. Arran d'aquestes declaracions els comitès de barris d'Herri Batasuna van sotmetre la conducta dels seus dos edils a assemblea i el 14 d'agost de 1979 Herri Batasuna va anunciar la remoció dels dos regidors per no acceptar els mètodes assemblearis de la coalició.
Tant Alkorta com Alba es van negar a dimitir, rebent el primer el suport de ESB i el segon el suport explícit d'una assemblea veïnal d'Astigarraga, que va ser convocada i que va confirmar la labor d'Alba en el consistori donostiarra. Encara que HB va anunciar el nomenament de dos substituts, tant el cessament com el nomenament dels substituts van ser declarats com no procedents per la junta electoral provincial.

## Assassinat

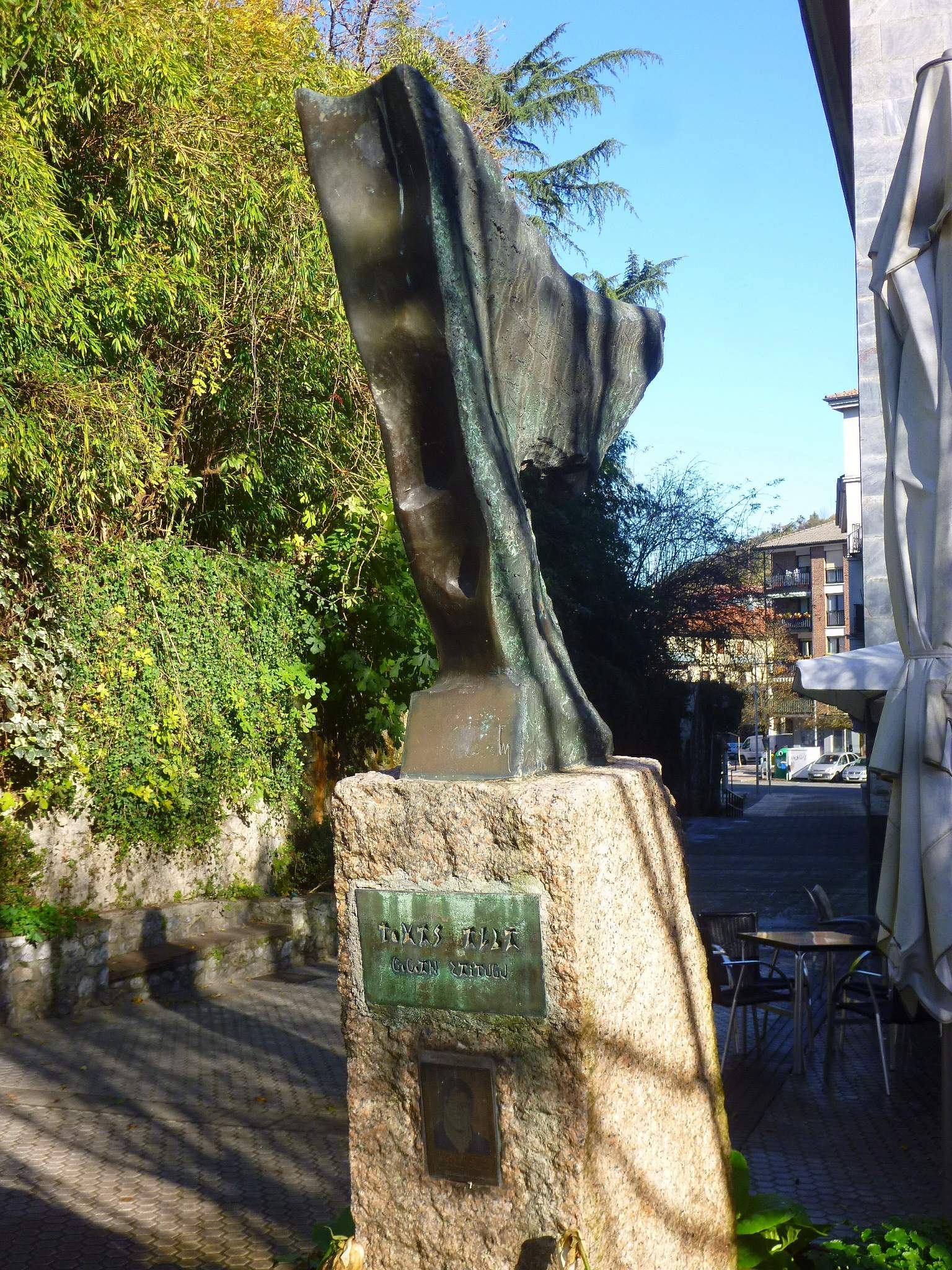
Memorial de Tomás Alba a Astigarraga.

Poc abans de complir-se dos mesos de l'esclat de la polèmica del Mundial, el 28 de setembre de 1979, de matinada, havent sopat en el restaurant Kako d'Astigarraga i mentre acudia al lloc on tenia el seu cotxe aparcat, Tomás Alba va ser abordat per uns desconeguts que li van disparar amb una escopeta de caça, ingressant cadàver a l'hospital.
L'assassinat d'Alba va causar desconcert per la seva autoria, ja que va ser reivindicat, en primer lloc, pels Grups Armats Espanyols (GAE) (una de les denominacions que utilitzaven els grups terroristes d'extrema dreta de l'època); i poc després per un autodeclarat portaveu d'ETA militar que el va denominar enemic del poble basc.
El fet que Alba fes dos mesos que estava enfrontat a Herri Batasuna donava certa versemblança a la possibilitat que ETA pogués haver atemptat contra ell per dissidència. No obstant això, tant Herri Batasuna com la mateixa ETA-militar, en un comunicat posterior, van negar aquest supòsit i van atribuir l'assassinat d'Alba, a la guerra bruta de l'Estat.
L'atemptat seria finalment atribuït al Comando Iturbide del Batalló Basc Espanyol. De fet, el 1985 els ultradretans Ignacio Iturbide i Ladislao Zabala, que van reconèixer davant el jutge haver assassinat a Alba, van ser condemnats per set assassinats que van cometre (entre ells el d'Alba) a 231 anys de presó cadascun. Els assassins, que es dedicaven a recórrer amb cotxe la zona entre Hernani, Andoáin i Renteria a la caça de separatistes, van reconèixer a Alba a Astigarraga i el van esperar per a assassinar-lo.
Algunes organitzacions com ¡Basta Ya! o mitjans de comunicació com ABC continuen comptabilitzant a Alba en el llistat de víctimes assassinades per ETA.

## Homenatges
El 14 de març de 1980, l'Ajuntament de Sant Sebastià va decidir rebatejar el carrer Màrtirs de la Tradició d'Astigarraga amb el nom de carrer Tomás Alba, per a homenatjar el regidor assassinat. El 1981 va ser instal·lat un monòlit recordatori en aquest carrer, obra de l'escultor Tomás Murua. Anys després aquest carrer va ser criticat per alguns mitjans de comunicació espanyols per estar dedicada a un membre del braç polític d'ETA.
El 1997 el govern del PP va concedir ajudes a la família de Tomás Alba en la seva consideració de víctimes del terrorisme. En el marc d'un acord general d'homenatge a edils donostiarres assassinats, Tomás Alba va ser homenatjat el 2005 pel consistori amb la instal·lació d'una placa a l'ajuntament, al costat de la de Gregorio Ordóñez, edil del PP assassinat per ETA. No obstant això, els edils del PP no van acudir a l'acte d'homenatge a Alba.

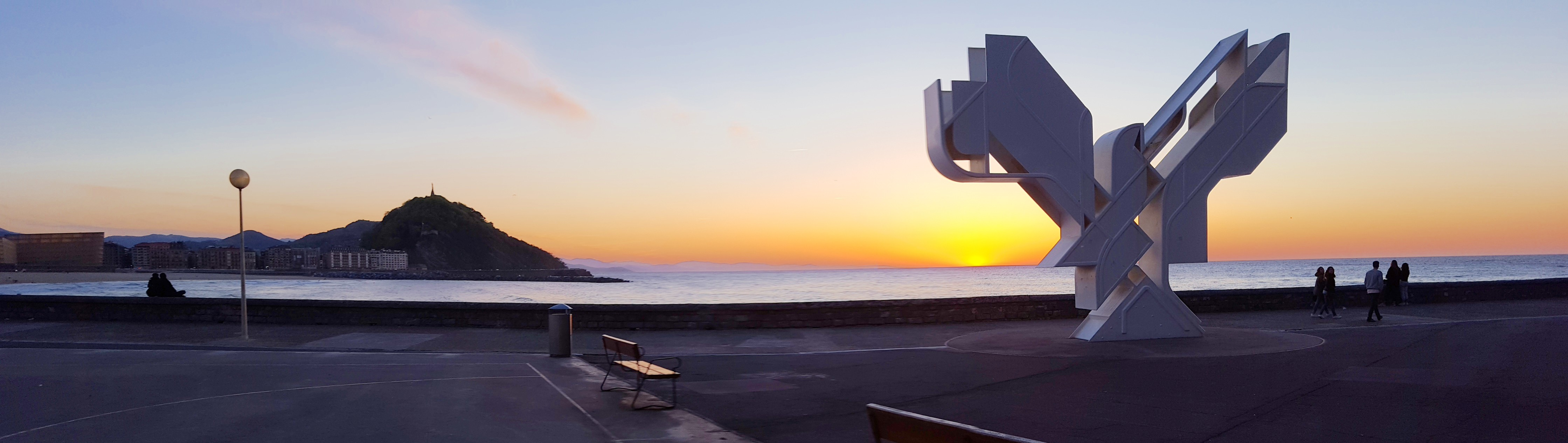
Escultura del Colom de la Pau a la posta de sol des de Sagues.

Atès que el carrer que se li havia concedit en 1980 va deixar de formar part del terme municipal de Sant Sebastià en independitzar-se Astigarraga com a municipi el 1987, Tomás Alba era l'únic regidor de l'ajuntament donostiarra assassinat per la violència terrorista que no tenia un espai públic dedicat a la seva memòria a la ciutat. Per aquest motiu en 2014 l'Ajuntament de Sant Sebastià, governat en aquest moment per Bildu, va decidir dedicar-li una plaça al barri de Sagües. En aquesta plaça es va reubicar l'escultura de "Colom de la Pau" de Nestor Basterretxea, que abans se situava al costat de l'Estadi de Anoeta.